# Tour de Lille
De Tour de Lille, voorheen Tour du Crédit-Lyonnais (1995-2006), is een kantoorgebouw en wolkenkrabber in Euralille, het zakendistrict van de agglomeratie Rijsel.
Deze karakteristieke toren van de stad Rijsel, ontworpen door Christian de Portzamparc, wordt ook wel "de skischoen", "de flipper" of "de L" genoemd.
Met zijn 116 m hoogte is het de vijfde hoogste toren buiten Île-de-France achter de Tour Incity in Lyon, de Tour Part-Dieu in Lyon, de Tour CMA CGM in Marseille en de Tour Bretagne in Nantes. Het gebouw heeft een grondoppervlakte van 18.135 m².
De Tour de Lille kijkt uit over het station Lille-Europe.